# Christiane Antonie von Krosigk
Christiane Antonie von Krosigk, verheiratete Christiane Antonie von Bülow, auch Christiane Antonia oder Christina Antoinetta von Bulau (getauft 5. Oktober 1662 in Hohenerxleben; gestorben 10. Februar 1737 in Berlin) war Oberhofmeisterin der ersten preußischen Königin Sophie Charlotte. Ihre Korrespondenz mit dem Universalgelehrten Gottfried Wilhelm Leibniz wurde Teil des Weltdokumentenerbes der UNESCO.

## Leben
Christiane Antonie von Krosigk stammte aus dem  Adelsgeschlecht von Krosigk. Sie war Tochter von Ludolf Lorenz von Krosigk und Rosine Juliane von Closen, Freiin zu Heydenburg.
Als Kammerfräulein diente sie zunächst im Herzogtum Braunschweig-Lüneburg, dann im Kurfürstentum Brandenburg und schließlich im Königreich Preußen ihrer Herrin Sophie Charlotte, die sie 1703 in den Rang der Oberhofmeisterin erhob; ein Amt, das sie bis 1705 ausübte. Mitte desselben Jahren verfasste sie ihren heute in der Gottfried Wilhelm Leibniz Bibliothek – Niedersächsischen Landesbibliothek erhaltenen Brief an Leibniz.
1694 heiratete sie den später in den Reichsfreiherrenstand erhobenen königlichen Oberhofmeister Wilhelm Dietrich von Bülow.